# Alejandro Francés
Alejandro Francés Torrijo (Zaragoza, Aragón, España, 1 de agosto de 2002) es un futbolista español que juega como defensa en el Girona F. C. de la Primera División de España.

## Trayectoria
El 17 de diciembre de 2019, siendo todavía jugador del División de Honor Juvenil, hizo su debut con el primer equipo en la victoria por 1-0 contra la Unión Deportiva Socuéllamos, en la Copa del Rey de la temporada 2019-20, junto con su compañero y debutante Andrés Borge. El siguiente partido en el que aparecería sería como suplente de Pichu Atienza en la victoria por 3-1 en casa sobre el R. C. D. Mallorca, también en Copa.
En cuatro temporadas con el Real Zaragoza disputó un total de 127 partidos. Puso fin a su etapa en el club en julio de 2024, cuando fue traspasado al Girona F. C.

## Selección nacional
Representó a España sub-17 en la Copa Mundial Sub-17 de la FIFA 2019, con dos apariciones. Recientemente fue convocado junto con su compañero de equipo Iván Azón con la selección de fútbol sub-18 de España para unos entrenamientos en Marbella. Fue convocado en 2021 por Luis de La Fuente para disputar la fase final del Europeo sub-21, aunque finalmente no disputó ningún partido.
El 2 de junio de 2023 fue incluido en la prelista de la selección sub-21 para el Europeo de Georgia y Rumanía, pero finalmente no acudió al torneo al ser uno de los cuatro descartados.

## Estadísticas

### Clubes
Actualizado al último partido disputado el 25 de mayo de 2025.
| Club                      | Div.          | Temporada     | Liga  | Liga  | Copas nacionales | Copas nacionales | Copas internacionales | Copas internacionales | Total | Total |
| Club                      | Div.          | Temporada     | Part. | Goles | Part.            | Goles            | Part.                 | Goles                 | Part. | Goles |
| ------------------------- | ------------- | ------------- | ----- | ----- | ---------------- | ---------------- | --------------------- | --------------------- | ----- | ----- |
| Deportivo Aragón · España | 3.ª           | 2019-20       | 1     | 0     | ―                | ―                | ―                     | ―                     | 1     | 0     |
| Deportivo Aragón · España | Total club    | Total club    | 1     | 0     | 0                | 0                | 0                     | 0                     | 1     | 0     |
| Real Zaragoza · España    | 2.ª           | 2019-20       | 3     | 0     | 2                | 0                | ―                     | ―                     | 5     | 0     |
| Real Zaragoza · España    | 2.ª           | 2020-21       | 28    | 0     | 1                | 0                | ―                     | ―                     | 29    | 0     |
| Real Zaragoza · España    | 2.ª           | 2021-22       | 33    | 1     | 0                | 0                | ―                     | ―                     | 33    | 1     |
| Real Zaragoza · España    | 2.ª           | 2022-23       | 23    | 0     | 1                | 0                | ―                     | ―                     | 24    | 0     |
| Real Zaragoza · España    | 2.ª           | 2023-24       | 36    | 3     | 0                | 0                | ―                     | ―                     | 36    | 3     |
| Real Zaragoza · España    | Total club    | Total club    | 123   | 4     | 4                | 0                | 0                     | 0                     | 127   | 4     |
| Girona F. C. · España     | 1.ª           | 2024-25       | 18    | 0     | 1                | 0                | 5                     | 0                     | 24    | 0     |
| Girona F. C. · España     | Total club    | Total club    | 18    | 0     | 1                | 0                | 5                     | 0                     | 24    | 0     |
| Total carrera             | Total carrera | Total carrera | 142   | 4     | 5                | 0                | 5                     | 0                     | 152   | 4     |
| 1. 2.                     |               |               |       |       |                  |                  |                       |                       |       |       |